# Agathotoma hilaira
Agathotoma hilaira é uma espécie de gastrópode da família Mangeliidae.